# 札克雷暴動
札克雷暴動（法語：Grande Jacquerie）是英法百年戰爭期間在法國北部的人民起義。這場以巴黎北部瓦茲河河谷為中心、1358年初夏發生的暴動在數周之後，起義軍就因領袖吉約姆·卡爾被誘捕斬殺而群龍無首，最終被平息，參與叛亂的農民幾乎被全殲。
“札克雷”（Jacques）一詞是當時的貴族給農民們起的蔑稱，後者所穿的棉布白袍被稱作“Jacque”。起義軍領袖吉約姆·卡爾被貴族年代史編纂者傅華薩稱為“Jacques Bonhomme”或“Callet”。札克雷暴動是法國在1789年大革命前最具代表性的人民起義，雖然歷時僅兩周，其影響依然深遠，後來英法都將“Jacquerie”視為農民起義的代名詞。

## 背景
1356年，法軍在普瓦捷戰役中敗給英國，法王約翰二世遭到俘虜。法蘭西的統治權分散到三級會議、納瓦拉國王查理二世與王太子查理手中。
由於三級會議太過鬆散而無法提供有效的政府管理，納瓦拉國王和王太子的衝突導致貴族的分裂。結果讓法蘭西貴族的權威陷入新低點，14世紀初以來，法蘭西貴族屢遭挫敗，他們金馬刺戰役逃離戰場，將步兵留在後方受屠戮；普瓦捷戰役中又失去了國王。法蘭西特權階級（教士、貴族、菁英商人）為了維持他們的地位，不斷增加稅金並強迫農民繳交（如土地稅），並且為了修復戰爭損害而迫使人民無償繇役。一條要求農民協助防禦城堡的法令通過成了動亂的導火線，平民早已將普瓦捷的戰敗怪罪於貴族身上，這條法令更加令人不滿。編年史作家讓·德·韋內特明指衝突來自平民與貴族的歧見，不過也有些歷史學家認為札克雷暴動是從1315年的糧食危機與飢荒開始，長期與短期問題複合的結果。
另一方面，百年戰爭期間受到英國雇傭，由英格蘭、加斯科涅、日耳曼與西班牙人組成的傭兵團在兩國停戰期間成為盜賊團，在法蘭西西北部四處劫掠、強暴婦女，然而政府卻無能制止。農民質疑他們為上層階級工作卻得不到保護，違背封建義務。

## 起義
複合性的問題為這場短暫卻血腥的暴動揭開序幕。起義發生在1358年法蘭西北部，瓦茲河附近的村落聖留（St. Leu），一群農民在晚禱後於墓地討論他們對貴族於普瓦捷拋棄法王的看法：「他們辜負且剝奪這王國的一切，將其除盡可為好事一樁。」
當時的編年史家讓·勒貝記載一起恐怖的暴力事件：
「農民殺了一名騎士，將他綁在鐵桿上，在他的妻子與孩子面前將他烤熟。之後有10到12人強暴夫人，並想要強迫她與孩子們吃下丈夫、父親的熟肉，再讓他們悽慘地死去。」
類似的事件在當時的史料中屢見不鮮，大部分的編年史家都有教士或貴族身分，如尚·傅華薩便嚴厲批判這場農民暴動，然而這也讓農民的真實心聲與訴求被埋沒。讓·德·韋內特是其中少數較為同情農民境遇的作家。
參與叛亂的農民似乎缺乏實際的組織，而是在各地崛起形成無組織的暴民，吉約姆·卡爾是少數領袖中唯一在編年史中被記載的人。讓·勒貝認為地方官員和稅務官在各個村落散布農民叛亂的消息以鼓勵農民加入對抗貴族。當問及農民為何不滿，他們回答只是看著其他人這麼做就跟著做。這場起義中存在著將貴族社會革除的思想。傅華薩將暴民描繪成心向毀滅無腦蠻族，摧毀超過150座貴族宅邸及牲畜，用恐怖的手段將其家人殺害。
起義爆發於盧昂和蘭斯，桑利斯與蒙迪迪耶遭到農民洗劫。博韋、桑利斯、巴黎、亞眠與莫城的資產階級遭受法蘭西宮廷的壓迫，跟著同情城市下層階級並加入了札克雷。一小部分的騎士與扈成為農民團體的領袖，不過在暴動被鎮壓後，他們在求情信上聲稱是被迫的。
札克雷暴動的發生應該考量到整個時代動盪的背景。在當時的人治社會，失去國王的精神領導對封建國家是個嚴重打擊。當時王太子要應對四處掠奪的自由傭兵團、惡人查理的陰謀，還有英格蘭再度入侵的可能。1358年7月，巴黎最具權勢的資本家艾蒂安·馬賽爾加入了吉約姆的叛亂，結果遭到有錢的支持者反抗，使他失去了城市與性命。王太子在接受巴黎的投降後才有效恢復對整個國家的掌控。另一方面，教會並非農民暴動的共同對象，對教會的暴力僅發生在特定地區。

## 鎮壓

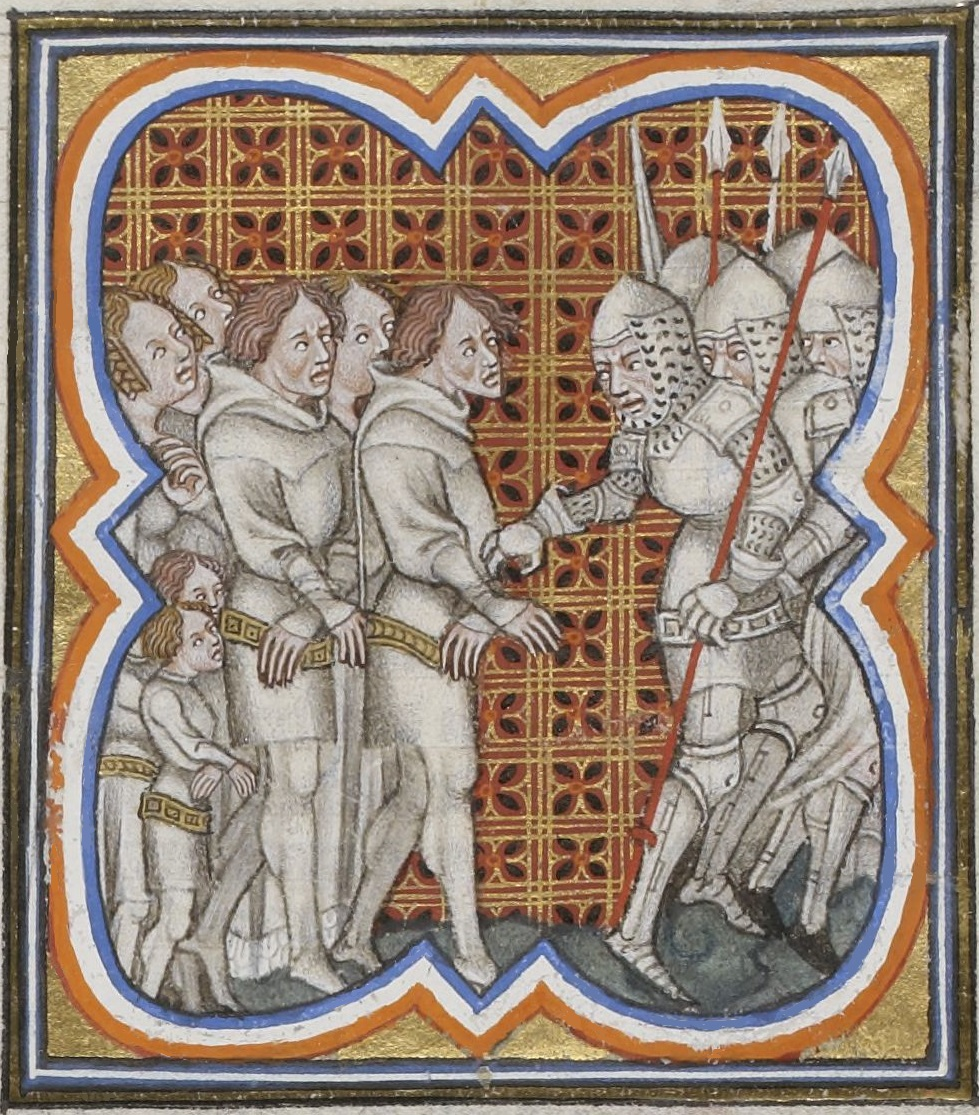
被起義軍俘虜者

暴動由王太子的妹夫兼政敵惡人查理領導的法蘭西貴族和仕紳鎮壓，他的軍隊和農民在1358年6月10日於默羅附近遭遇。叛軍領袖吉約姆·卡爾受邀去和查理協調停戰，他很天真地前往敵營結果被法蘭西貴族逮捕。貴族認為騎士精神不適用在他身上，因此將他虐待後斬殺。叛軍根據傅華薩記載約有20,000人，被騎士乘馬衝垮。在隨後的默羅戰役，以及對博韋地區進行的掃蕩中，騎士、扈從、披甲戰士與傭兵在鄉下地區對無數農民私刑處置。數百名札克雷的被害貴族被編年史個別紀錄，詳細記載他們遭受的暴行。約20,000名無名農民接下來的報復行動中遭到殺害。
最後的戰役發生在莫城，騎士與他們的夫人守在固若金湯的城塞中。6月9日，約800人的武裝平民（不屬於傅華薩記載的10,000名札克雷）在艾蒂安·馬賽爾的領導下離開巴黎加入叛亂。如多數農民般，他們將自己視為被俘法王的代理人。當他們接近莫城時，受到同樣心懷不滿的市民們歡迎與款待，距城市有段距離的要塞仍安全無虞。此時有兩位參加對抗普魯士異教徒的十字軍隊長從沙隆歸來，分別是富瓦伯爵加斯通與他的表親布赫領主讓·德·格拉伊。他們率領的長槍兵裝備精良，鼓舞守城的貴族出戰將巴黎人驅逐。貴族接著對最靠近要塞的城郊放火，將市民困在火中，莫城市長與其他有頭有臉的市民被處以絞刑。經過稍微的休息後，貴族與仕紳將城市與教堂掠奪後將莫城燒毀，火勢整整延燒兩個星期。接著又一路燒毀鄉村民宅與農舍，將遇到的農民全部屠戮殆盡。

## 後續影響
報復行動一直持續到7、8月。蘭斯市民遭到屠殺，不過仍維持對王室的忠誠；桑利斯市民自我防衛；來自埃諾伯國、弗蘭德伯國與布拉邦特公國的騎士也加入了屠殺。1358年8月10日，攝政王（王太子查理）頒布大赦令，向支持札克雷的地區徵收大量罰金，使得大量農民逃離。歷史學家巴巴拉·塔奇曼說道：「如同該世紀所有的起義，當統治者恢復態勢就受到鎮壓，靠著武器的重量、乘馬的優勢、以及叛軍的精神劣勢取勝。」
攝政王的大赦信中對貴族報復行為的譴責更甚於農民起義：「它代表平原地區（Plat Pays，指法蘭西北部）人民自發的集結在境內各地，原先可以促使他們對抗英格蘭，結果在一瞬間這些怒火都轉向了貴族。」
札克雷的鎮壓使法蘭西的權力重新集中到攝政王手上，使法蘭西專注與英格蘭交涉，協調歸還法王的條約。
札克雷成為貴族社會的創傷。1872年作家路易·雷蒙如此評論皇家歷史學會：「至今『札克雷』一詞除了嗜血、邪惡、野蠻暴民的無義反抗外，無法形成其他意義。歐陸上的底層人民與多數聲音，只要產生了激情，不論多微小多正當，有錢的特權階級都會宣稱社會正被『札克雷』威脅。」

## 文學藝術
- 當時的編年史作品對札克雷的描述，多受到其他中世紀文學類型的影響，如：騎士文學、諷刺文學與訴狀[18]
- 札克雷在19世紀受到浪漫主義的影響，成為眾多歷史小說與歌劇的題材：
  - 查爾斯·狄更斯的代表作《雙城記》中，革命份子自稱為札克雷。
  - 歐仁·蘇的著作《人民的秘密》（Les Mystères du peuple ）的篇章The Iron Trevet中，對札克雷採取同情的態度[19]。
  - 亞瑟·柯南·道爾的歷史小說《白衣軍團》（The White Company）中，做為書名的自由傭兵團將法國貴族從殘暴野蠻的札克雷手中救出。
- 漢斯·柯寧（英语：Hans Koning）在1961年的小說《愛與死之路》（A Walk with Love and Death），與1969年改編的同名電影，以札克雷時期的法蘭西北部為背景。